# Neu! '75
| Recensione     | Giudizio |
| -------------- | -------- |
| Ondarock       | [ 1 ]    |
| Piero Scaruffi | [ 2 ]    |

Neu!'75 è il terzo album in studio della band krautrock tedesca Neu!, pubblicato nel 1975 su etichetta Brain Records. È un'opera ispiratrice del punk e della new wave.

## Storia
L'album vide il riformarsi dei Neu! come gruppo dopo qualche anno di stasi, durante i quali Michael Rother lavorò insieme ai Cluster nel supergruppo krautrock Harmonia.
Le sessioni di registrazione ebbero luogo nello studio di Conny Plank tra il dicembre 1974 e il gennaio 1975.
All'epoca, Rother e il compagno di gruppo Klaus Dinger avevano avuto alcune divergenze artistiche sulla direzione da far intraprendere alla band, con Dinger orientato verso uno stile più aggressivo vicino al rock, mentre Rother preferiva sonorità ambient. Come risultato, i due giunsero ad un compromesso: la prima facciata dell'album venne registrata nel consueto stile dei Neu!, come duo, con Dinger alla batteria. Per il secondo lato invece, Dinger passò alla chitarra e alla voce solista, reclutando suo fratello Thomas e Hans Lampe per suonare la batteria in simultanea.
Il risultato fu essenzialmente un'opera divisa a metà, sottilmente melodica nella prima parte e marcatamente anticonvenzionale nella seconda. Su entrambi i lati, l'utilizzo delle tastiere e del phasing è incrementato rispetto agli album precedenti. Hero, brano "rock" di Dinger contenuto nell'album, fu d'ispirazione per molti musicisti dell'epoca, incluso John Lydon dei Sex Pistols, ed è da allora considerata una canzone proto-punk. David Bowie allude proprio ad essa nel suo album "Heroes".
L'album venne pubblicato nel 1975 dalla Brain Records e ristampato su CD il 29 maggio 2001 dalla Astralwerks negli Stati Uniti e dalla Grönland Records in Gran Bretagna. Alcune versioni bootleg in CD (derivate da copie in vinile) uscirono sul mercato nella seconda metà degli anni novanta su etichetta Germanofon.
Terminate le registrazioni il duo si sciolse; Dinger prese parte al progetto La Düsseldorf con suo fratello Thomas e con Hans Lampe mentre Rother intraprese una carriera solista.

## Tracce
Lato 1
1. Isi - 5:00
2. Seeland - 6:57
3. Leb Wohl - 8:51

Lato 2
1. Hero - 6:15
2. E-Musik - 10:50
3. After Eight - 4:42

## Formazione
Gruppo
- Klaus Dinger - voce, percussioni, chitarre, piano, organo
- Michael Rother - chitarre, piano, synth, effetti elettronici, voce

Musicisti aggiuntivi
- Thomas Dinger - batteria
- Hans Lampe - batteria